# Projekt 677 Lada
Projekt 677 Lada (rusky: Проект 677 Лада) je třída diesel-elektrických ponorek ruského námořnictva.  Navrženy jsou zejména k ničení hladinových cílů a ponorek, kladení min a provádění výsadků speciálních jednotek. Třída je vylepšením ponorek třídy Kilo s tišším pohonem a moderní elektronikou. Celkem bylo do roku 2020 objednáno šest ponorek této třídy. Program stavby ponorek projektu 677 provází četné problémy a zpoždění, což si vynutilo pokračování stavby další generace třídy Kilo (verze projekt 636.3).

## Pozadí vzniku

Nákres ponorky Sankt Petersburg

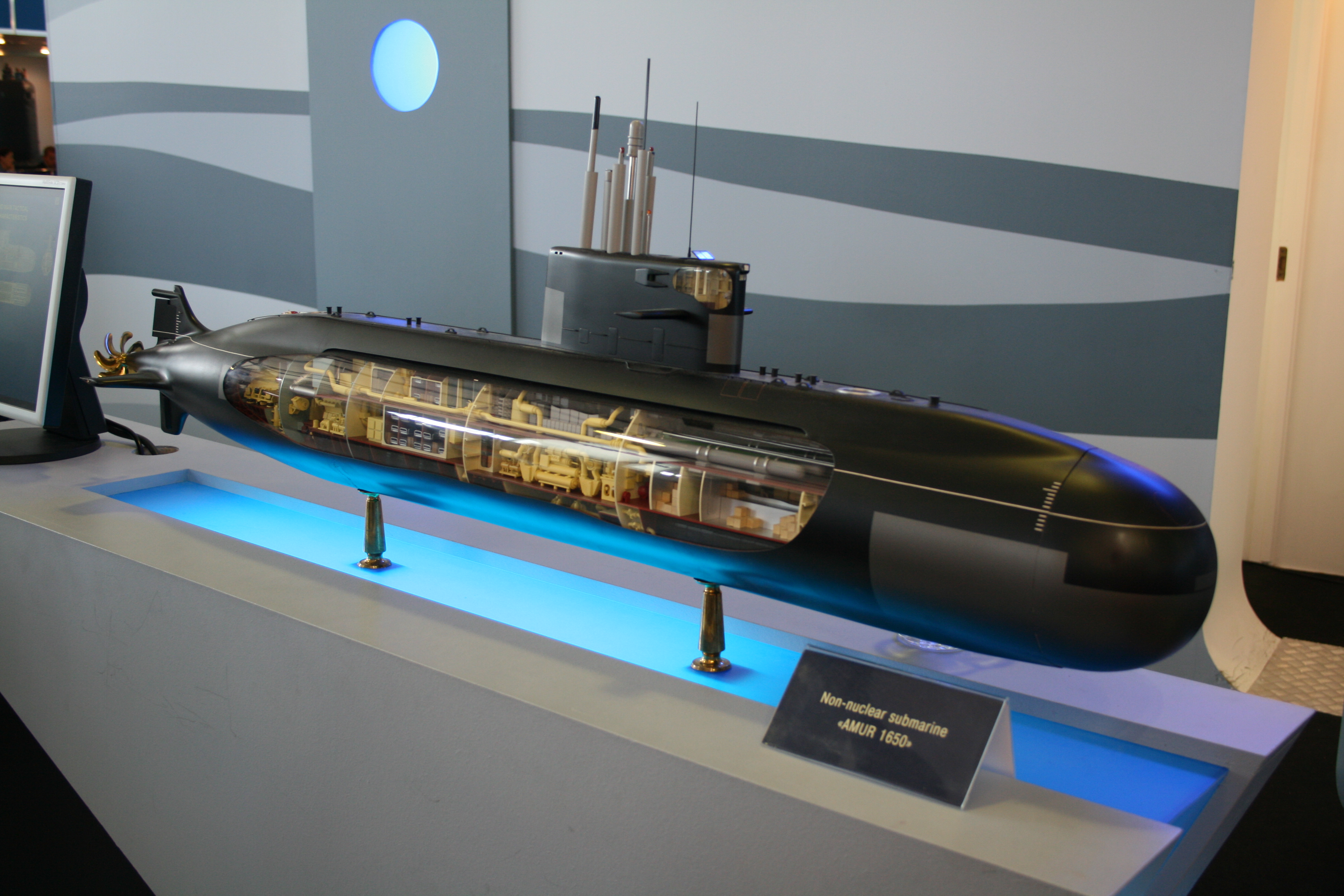
Průřez exportní variantou Projekt 1650 Amur

Ponorky vyvinula konstrukční kancelář Rubin se sídlem v Petrohradu, aby v ruském námořnictvu a u zahraničních uživatelů nahradily úspěšné ponorky třídy Kilo. V roce 2011 bylo uváděno, že ruské námořnictvo plánuje nákup celkem osmi ponorek této třídy.
Ponorky projektu 677 staví výhradně JSC Admiralitní loděnice v Petrohradu. Stavba první jednotky Sankt Petersburg (B-585) byla zahájena v prosinci 1997, ale kvůli nedostatku financí se výrazně protáhla. Na vodu byla spuštěna v říjnu 2004 a ruské námořnictvo ji do zkušebního provozu zařadilo 8. května 2010. Ponorka od počátku vykazovala řadu konstrukčních nedostatků a ještě v roce 2016 zůstávala v testovacím režimu.
Kýl druhé jednotky Kronštadt (B-586) byl založen v červenci 2005 a kýl třetí jednotky Sevastopol (B-587) v listopadu 2006. Kvůli nápravě nedostatků zjištěných při provozu prototypové ponorky Sankt Petersburg byla stavba druhé a třetí jednotky pozastavena. Práce byly obnoveny v roce 2013. Ponorky měly být dokončeny v roce 2019. Druhá jednotka Kronštadt tak byla na vodu spuštěna 20. září 2018, tedy plných 13 let po zahájení stavby.
Dne 7. června 2019 byl na moskevském vojensko-technickém fóru Armija-2019 podepsán kontrakt na čtvrtou a pátou ponorku projektu 677. První řezání oceli na obě ponorky proběhlo v únoru 2022. Jejich kýl byl založen 12. června 2022, tedy šestnáct let po zahájení stavby předcházející ponorky této třídy.
V roce 2020 byla objednána stavba šesté jednoty projektu 677.
Jednotky projektu 677:
| Jméno                   | Založení kýlu      | Spuštěna          | Vstup do služby | Status |
| ----------------------- | ------------------ | ----------------- | --------------- | --- |
| Sankt Petěrburg (B-585) | 26. prosince 1997  | říjen 2004        | 8. května 2010  | Zkušební provoz. |
| Kronštadt (B-586)       | 28. července 2005  | 20. září 2018     | 31. ledna 2024  | Stavba do roku 2013 dlouhodobě pozastavena kvůli problémům s prototypem. Aktivní.                                                                                                |
| Velikije Luki (B-587)   | 10. listopadu 2006 | 23. prosince 2022 |                 | Původní název jako Sevastopol, stavba do roku 2013 dlouhodobě pozastavena kvůli problémům s prototypem a dne 19. března 2015 byl opět založen kýl jako Velikije Luki. Ve stavbě. |
| Vologda                 | 12. června 2022    |                   | 2025 (plán)     | Ve stavbě. |
| Jaroslavl               | 12. června 2022    |                   | 2027 (plán)     | Ve stavbě. |
|                         |                    |                   |                 | Objednána. |

## Konstrukce

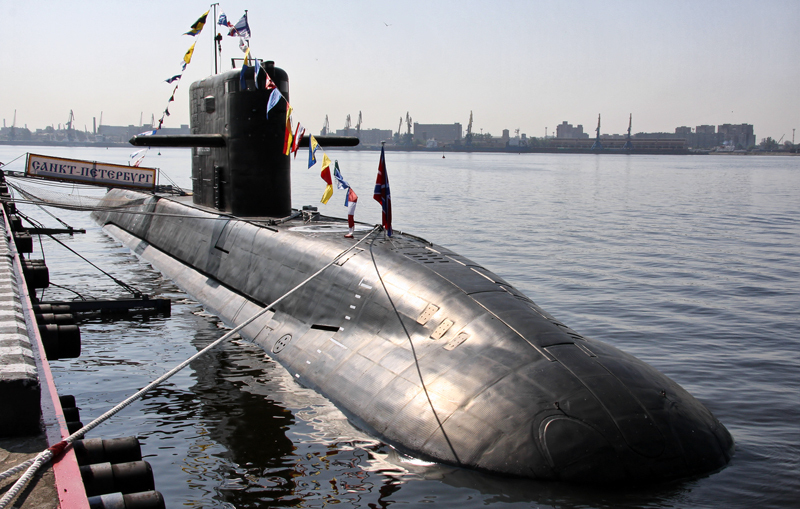
Sankt Petersburg v roce 2011

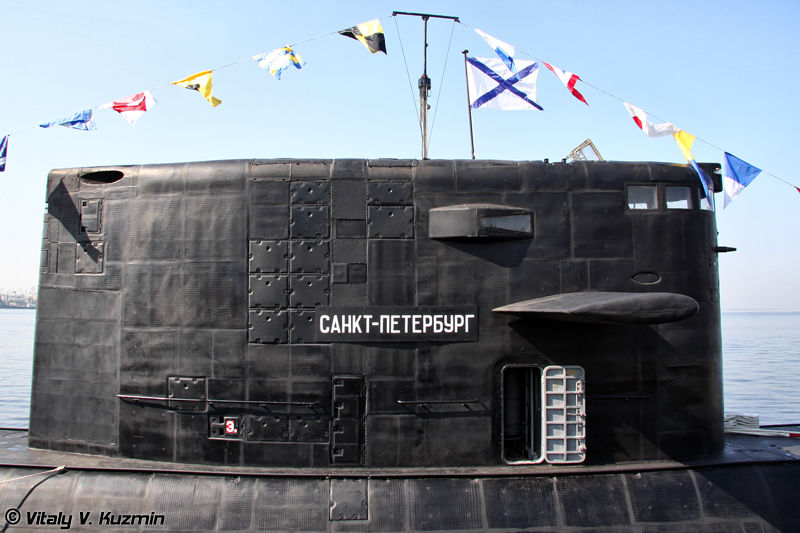
Detail věže ponorky Sankt Petersburg

Třída Lada (Amur) se oproti starším třídám vyznačuje vyššími výkony, lépe tvarovaným trupem a pokročilou výzbrojí. V případě zájmu zákazníka mohou být vybaveny pohonem nezávislým na přístupu atmosférického vzduchu. V jejich konstrukci je, na ruskou konstrukční školu neobvykle, použit jednoplášťový trup. Zhotoven je z oceli AB-2. Trup je přitom pokryt anechoickým materiálem Molnja, ztěžujícím zjistitelnost ponorky sonarem. Počet členů posádky se podařilo snížit na 35. Ponorka je vybavena bojovým řídícím systémem Litij, optotronickým stožárem Parus-98 a sonarovým komplexem Lira.
Výzbroj tvoří šest 533mm torpédometů, ke kterým je neseno 18 dlouhých zbraní – torpéd či řízených střel. Jedná se například o řízené střely Klub-S vypouštěné z torpédometů. Střely mohou útočit na hladinové i pozemní cíle, přičemž bojovou hlavici o hmotnosti 500 kg dopraví na vzdálenost 300 km.
Pohonný systém tvoří dva dieselové generátory a jeden elektromotor, roztáčející sedmilistý lodní šroub. Ponorky dosahují rychlosti 10 uzlů na hladině a 21 uzlů při plavbě pod hladinou (o dva uzly více než u třídy Kilo). Pod hladinou může doplout 500 námořních mil při rychlosti 3 uzly. Maximální hloubka ponoru je 300 m.

### Modifikace
V roce 2014 bylo oznámeno, že do roku 2016 bude ponorka Sankt Petersburg vybavena zcela novým tichým pohonem nezávislým na přístupu atmosférického vzduchu vyvinutým loděnicí Sevmaš. Později bylo oznámeno, že pohon AIP nebude k dispozici dříve, než v roce 2020. Roku 2017 bylo oznámeno, že ponorka Sankt Petersburg projde dvouletou generálkou a modernizací.

## Export
Exportní verze ponorek projektu 677 je označena Projekt 1650 Amur. Výrobce na ni nezískal žádnou objednávku. V roce 2019 byly ponorky Amur-1650 nabídnuty Indii, která hledá vhodnou konstrukci pro stavbu šestice ponorek Projektu 75(I).